# Vectrix VX 384
Vectrix VX 384 (VX 384) је био професионални рачунар фирме Vectrix који је почео да се производи у САД од 1983. године.
Користио је Intel 8088 као микропроцесор. Као оперативни систем кориштен је MS-DOS.

## Детаљни подаци
Детаљнији подаци о рачунару VX 384 су дати у табели испод.
|                       |                           |
| [ 1 ]                 |                           |
| Произвођач            |                           |
| Тип                   | професионални рачунар     |
| Меморија              | непознато                 |
| Поријекло             | Сједињене Америчке Државе |
| Година                | 1983                      |
| Тастатура             | непознато                 |
| Процесор              | 8088                      |
| Фреквенција процесора | непознато                 |
| RAM                   | непознато                 |
| ROM                   | непознато                 |
| Текст                 | непознато                 |
| Графика               | 672 x 480                 |
| Боја                  | 512 између 16,7 милиона   |
| Звук                  | непознато                 |
| Димензије             | непознато                 |
| Портови               |                           |
| Оперативни систем     |                           |